# 札幌村
札幌村（さっぽろむら）は、北海道の石狩川下流左岸部（現在の札幌市中心街の北東部）にかつて存在した村である。江戸時代から明治時代にかけて移り住んだ和人によって農村が開かれ、1955年（昭和30年）に札幌市に合併された。
現在の札幌市東区が1902年（明治35年）当時の札幌村の区域にほぼ一致する。

## 江戸時代の札幌村

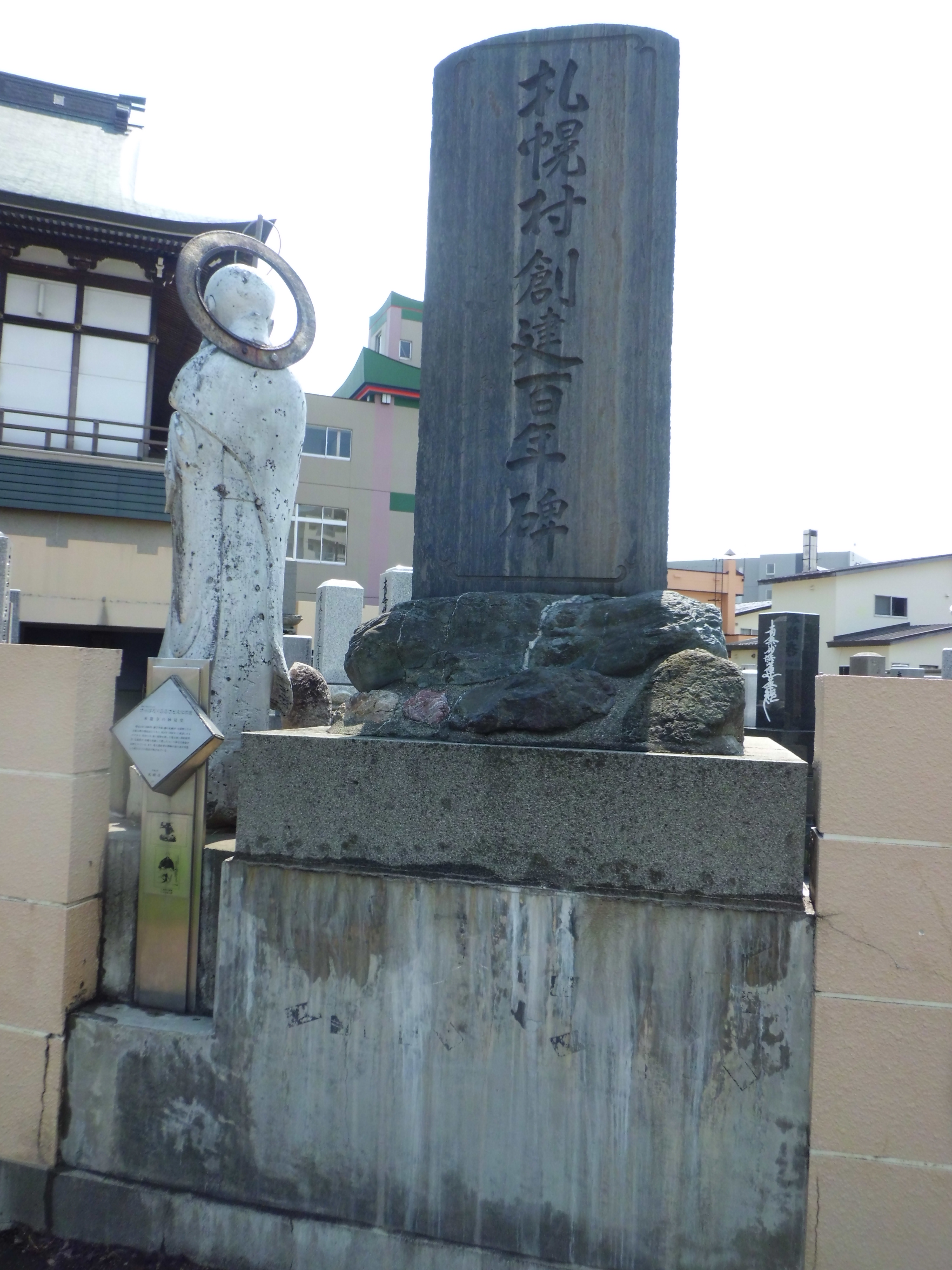
本龍寺にある札幌村創建百年碑

札幌村近辺は、石狩川の左岸側の低地であり、現在は消失した小川も含めかつては多数の支流が流れていた。川には鮭が遡行するため、蝦夷（アイヌ）の良い漁場であった。もともと、この付近を流れる伏籠川（伏古川）上流付近には松前藩によって知行地のひとつナイホウ場所（現在の苗穂町付近。石狩十三場所に含まれた。）が開かれ蝦夷の人々との交易が行われていた。
江戸時代初期、石狩平野にはいわゆる和人はほとんど居住していなかったようである。しかし近藤重蔵をはじめ当時の北方政策の立案者、提唱者たちの多くは、地勢を理由に石狩平野に蝦夷地の中心を置くべきだと考えていた。
幕末になると、安政年間には本龍寺が建立される。その後幕府の御手作場、すなわち幕府直営の農場を設けることになり、慶応2年（1866年）4月に大友亀太郎が12人を伴い、伏篭川のほとりに役宅を建て村を開いた。大友らは森林を切り開き、道路を作り、交通と用水のための大友堀（後の創成川）を引き、後続の移民を受け入れて戸数を増やした。また、慶応年間には本龍寺境内に妙見堂も建立されている。当面の食糧を給付する約束での移住であったが、直後に幕末維新の体制変革にあたって、給付が途絶え、村民からは離散者が出た。後に北海道11国86郡が制定され、村は石狩国札幌郡に属した。

## 明治初年の札幌村
明治3年（1870年）に、開拓使が札幌に本庁を築くにあたり、羽前国、越後国から三百人が移民募集に応じて同行した。このうち柏崎県からの移民22戸、96人が、札幌村の近くに居住した。以後これを札幌新村とし、元の札幌村を札幌元村とした。新村ができたとき、札幌には元の移民の家が23戸、アイヌが3戸あった。同年、開拓事業を開拓使に引き継いだ大友は村から去り故郷へ帰省した。翌明治4年（1871年）に二つの村は合併して札幌村となった。この頃周辺にも多くの村落が作られ、開拓使が札幌村の至近に本庁を移し、村の周辺の開発も進んだ。
開拓使は膝元の農村の充実のため、馬を貸し与えたり、産物を買い上げたりして援助した。札幌村と周辺の村々は、畑作地として発展していった。また、元村街道も開削され交通の便を図った。

## 町村制の札幌村
明治35年（1902年）に北海道に町村制が施行されると、札幌村、雁来村、苗穂村、丘珠村をあわせて札幌村とした。
札幌村は札幌区（後に札幌市）に隣接していたものの、終始農業を主産業とする農村であった。札幌村では、明治14年（1881年）から玉葱の生産が始まった。播種器や乾燥器を用いた品質向上に支えられ、道外産と出荷時期がずれることもあって、有利な商品となった。札幌村の玉葱は「札幌黄（さっぽろき、さっぽろきい）」という名で有名となり、大正、昭和にかけて燕麦の栽培を抜いて村の主作物になった。北海道の農業の例に漏れず、畜力として馬が活用され、その他の家畜も多かった。札幌村に特徴的なのは、販売用に牧草を生産したことで、その生産量は全国一となった。

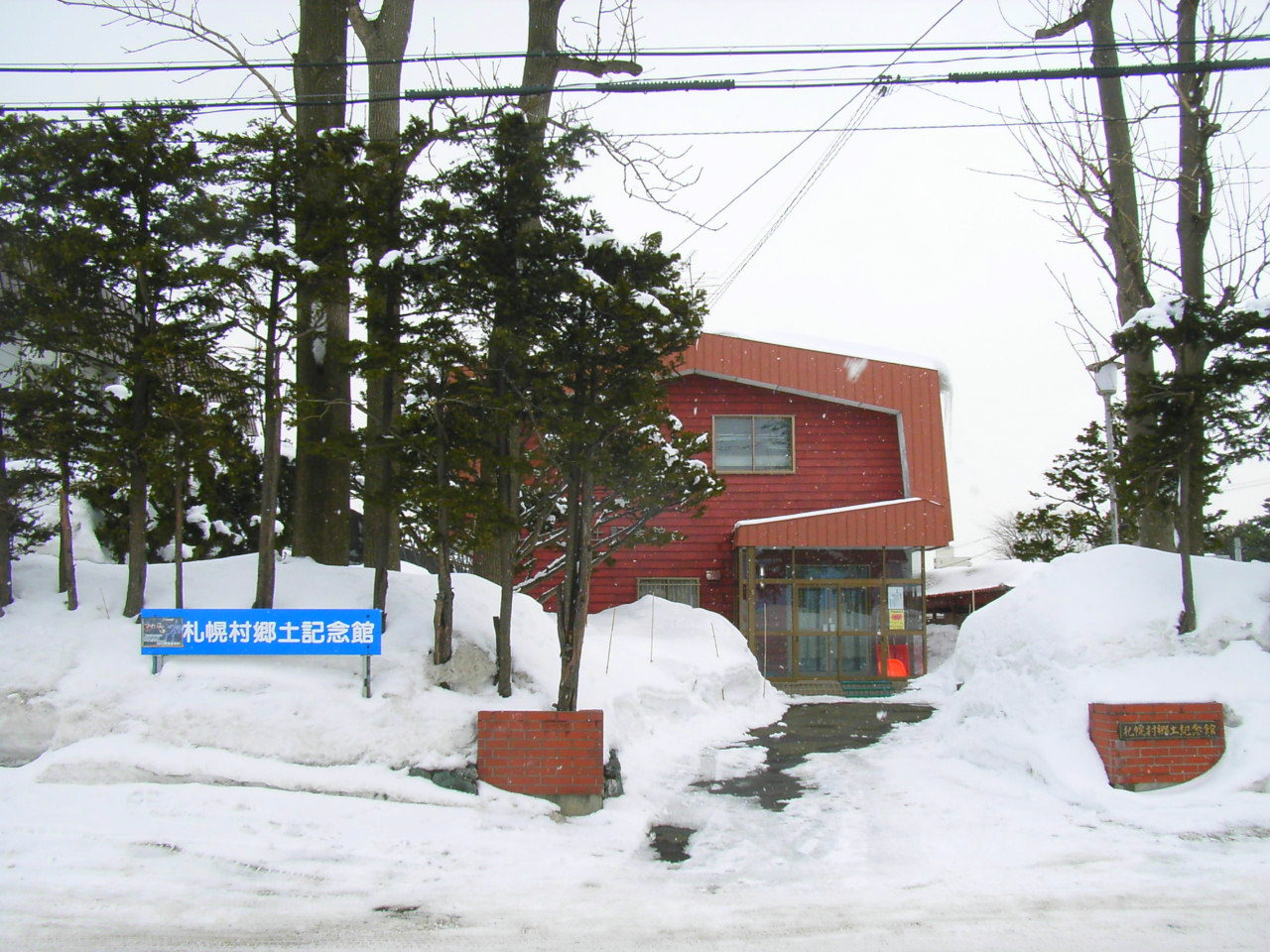
札幌村郷土記念館（2005年3月）

札幌市街の拡大に伴い、以下のように村域の一部が札幌区や札幌市に編入された。
- 明治43年（1910年）4月1日 - 大字札幌村の一部が札幌区元村町、大字苗穂村の一部が同区苗穂町となる。
  - 元村町は1934年に北8条 - 北11条の東8丁目以東、北12条東15丁目以東の一部となる。
  - 苗穂町は1925年に大通東4 - 14丁目と北1条 - 北4条の東4丁目以東、1934年に北5条 - 北11条の東8丁目以東、北12条東15丁目以東などとなる。
- 昭和9年（1934年）4月1日 - 大字札幌村の一部、大字雁来村の一部が札幌市に編入。
  - 札幌村の一部は北12条東 - 北25条東（以上新設）と北11条東10 - 11丁目、北12条西 - 北25条西の各一部となる。
  - 雁来村の一部は札幌市雁来町となる。
- 昭和12年（1937年） - それまでの4大字を4行政字に再編、大字札幌村は字元村と改称、後の3大字名は「村」を取った上で字名に継承。
- 昭和22年（1947年） - 第6回国勢調査人口8,426人。
- 昭和25年（1950年）4月1日 - 元村の一部を札幌市に編入、北26条東 - 北28条東を新設（この当時は7丁目まで）
- 昭和30年（1955年）3月1日 - 残る全域が札幌市に合併され、札幌村は消滅。元村は栄町と元町、雁来は先に編入されていた雁来町と区別するため東雁来町、苗穂も先に編入されていた苗穂町と区別するため東苗穂町、丘珠は丘珠町となる。

1977年4月、大友の役宅・旧村役場の位置に札幌村郷土記念館が開設された。